# Nǀuu
N|uu is een bedreigde Khoisantaal die wordt gezien als de eerste Zuid-Afrikaanse taal en werd gesproken door de volkeren die tot de  San worden gerekend. N|uu behoort tot de Tuutaalfamilie, samen met het uitgestorven Xam als naaste verwante taal en Taa als naaste nog gesproken verwante taal. De taal werd vooral gesproken door het ‡khomani-volk in de Kalahariwoestijn in Zuid-Afrika. 

## Uitsterven
Het N|uu bloeide in de 19e eeuw, maar het werd net als de meeste andere Khoisantalen verdrongen, met name door het Afrikaans en het Nama. Het proces werd versterkt nadat de degenen die de taal spraken in de jaren 1930 naar de steden migreerden en toen omringd waren door niet-N|uu-sprekende mensen. Anno 2022 was er nog maar één moedertaalspreker van het N|uu, Katrina Esau, maar er worden mede door haar inspanningen, lessen gegeven aan kinderen in deze taal. Nederlandse kolonisten worden medeverantwoordelijk geacht voor het verdwijnen van de taal.